# روابط اسرائیل و کامبوج
روابط اسرائیل و کامبوج روابط رسمی میان کامبوج و اسرائیل است. هر دو کشور در سال ۱۹۶۰ با یکدیگر روابط دیپلماتیک برقرار کردند. در سال ۱۹۷۲، کامبوج سفارت خود را در اسرائیل در اورشلیم افتتاح کرد. با این وجود، اسرائیل در سال ۱۹۷۵ به دلیل ظهور رژیم خمر سرخ، روابط خود را با کامبوج قطع کرد. این روابط در سال ۱۹۹۳ دوباره پایه‌گذاری شد.

## تاریخ
اگرچه کامبوج و اسرائیل روابط دیپلماتیک خود را حفظ می‌کنند، اسرائیل هیچ سفارت در کامبوج و کامبوج هیچ سفارت در اسرائیل ندارد. سفارت اسرائیل در بانکوک، تایلند نیز امور مربوط به کامبوج را انجام می‌دهد.
گروه زیادی از دانشجویان کامبوج برای تحصیل در کشاورزی به اسرائیل می‌آیند.
اتاق بازرگانی اسرائیل و کامبوج در سال ۲۰۱۰ تأسیس شد.
در دسامبر ۲۰۱۴، نمایندگان نوردوم سیهامونی برنامه سفر به اسرائیل را ترتیب دادند.